# 山下航汰
山下 航汰（やました こうた、2000年11月15日 - ）は、大阪府柏原市出身の元プロ野球選手・社会人野球選手（外野手、内野手）。右投左打。

## 経歴

### プロ入り前
小学校3年の時に、第2回WBCで日本が優勝したことに感激し、野球を始める。中学時代は羽曳野ボーイズに所属し、太田椋と同期だった。羽曳野ボーイズでは通算22本塁打を放ち、中学3年時の2015年にはジャイアンツカップで優勝した。
「足を使った野球を学びたい」として「機動破壊」をスローガンとする健大高崎に進学し、1年春からベンチ入り。1学年先輩に、後に巨人でチームメイトとなる湯浅大がいる。
2017年の選抜大会に出場すると、1回戦の札幌第一高校戦、再試合となった2回戦の福井工大福井高校と2本の満塁本塁打を放ちチームの勝利に貢献し、注目を集めた。大会2本の満塁本塁打は2人目の記録となった。チームは準々決勝で秀岳館高校に敗れた。同年の第99回全国高等学校野球選手権大会群馬県大会では1回戦から5試合連続本塁打を放ち、狩野恵輔が持っていた県記録を超える。2年秋の関東大会では増田陸擁する明秀日立高校に敗れ、3年になると春の関東大会では優勝するも、夏の群馬県大会では前橋育英高校に敗れ甲子園には届かなかった。高校通算では75本塁打を放った。
2018年のドラフト会議では、読売ジャイアンツに育成選手ドラフト1位で指名され、支度金200万円、年俸240万円で入団（金額は推定）。背番号は009。担当スカウトは木佐貫洋。

### 巨人時代
2019年は、二軍で53試合で打率.316、3本塁打、18打点と好成績を残し、7月5日に支配下登録され背番号は99に変更となった。推定年俸は420万円となった。高卒1年目での支配下登録は球団史上初であった。8月2日に一軍へ初昇格したものの、チーム事情から一軍初出場はならず同月5日に登録を抹消された。同月28日に再び一軍登録されると、9月2日の対中日ドラゴンズ戦で高校3年間を過ごした群馬でプロ初安打を放った。最終的に二軍では90試合に出場し、打率.332、本塁打7、打点40という成績を残し、ファーム首位打者を獲得した。高卒新人でのファーム首位打者は1992年のイチロー（ウエスタン・リーグ）以来となる27年ぶりプロ野球史上3人目の快挙。イースタン・リーグでは史上初の達成となった。オフに、180万円増の推定年俸600万円で契約を更改した。
2020年は、原辰徳監督から開幕レギュラーを期待されていたが、開幕直前の5月20日、打撃練習中に右手の痛みを訴え病院で検査した結果、右手有鈎骨骨折が判明し、手術を受けた。8月4日の三軍戦で実戦復帰したものの、その後は右肘痛に悩まされ、リハビリに専念。シーズン終了後の11月19日、球団は怪我の治療に専念させるため、育成選手契約に戻すことを前提に、山下を自由契約とすることを発表した。12月2日に自由契約が公示されたのち、同月8日の契約更改で予定通り育成選手として再契約を結び、90万円減の推定年俸510万円となった。背番号は099に変更となった。
2021年は、二軍で21試合に出場し打率.226、1本塁打、6打点と低迷。一方、三軍では48試合に出場して打率.366と活躍した。球団からは翌年も育成選手での契約を打診されたが、これを拒否。他球団での支配下契約を目指して、巨人を退団することとなった。退団を決断した理由について山下は「ケガもしてなかなか思うようにいかなかったという部分で、何か変えないと、変化させないといけないかなと。それが一番です」と語っている。退団決定後も球団の厚意でジャイアンツ球場施設の利用を許可され、三軍打撃コーチの後藤孝志の協力の元、12球団合同トライアウトに向けて練習に励んだ。

### 社会人時代
12月8日にメットライフドームで行われた12球団合同トライアウトに参加。6打席に立つも安打は小川龍也からの左前打のみに抑え込まれた。以降、NPB球団からオファーはなく、社会人野球強豪の三菱重工Eastからオファーを受け、2022年からは社会人野球選手としてプレーすることとなった。背番号は25を着用。山下は「NPB復帰も目指したい」とコメントしているが、プロ退団後に社会人野球の企業登録チームを経て再度プロ野球に復帰する場合は最短でも2023年シーズン終了以降となり、更に柳川事件以降で実際に復帰した事例は、渡邉孝男、宇野雅美、杉原洋（クラブチーム経由）の3例のみである。午前中は出社する義務がある社員選手とは違い、午後から練習に参加する「プロ契約」であったが、打撃感覚が戻らず、1年目の都市対抗予選ではベンチ入りすらできなかった。日本選手権では2試合に先発出場するなど3試合に出場したが、無安打に終わっている。2年目の2023年は出場機会のほとんどが代打や代走での途中出場となっており、都市対抗本選に初出場するも、出場は代打で併殺打に倒れた1打席のみだった。
2024年からは、三菱重工Westに移籍してプレー。同年の都市対抗本選の1回戦（対トヨタ自動車）では、「9番・右翼手」としてEastでは叶わなかった先発出場を果たし、2安打1四球2得点と勝利に貢献した。

## 選手としての特徴
打撃面について、バットコントロールの巧みさとスイングの強さを武器とし、スポーツライターの安倍昌彦は、高校時代からタイミングの取り方、バットの芯で捉える技術を持っていると評する。広角に打ち分ける技術も持っており、同世代の選手の中でも擢んでていると評するメディアもあった。ただし、2020年に右手を骨折して以降は下降線を辿った。
一方で、守備面で課題を抱える。ポジションはほぼ外野しか守れず、打球反応が鈍めである。肩も弱いが、捕球から投げるまでの俊敏性と送球コントロールで補っている。左打の外野手が日本球界では飽和状態であることから、ドラフト順位等の低評価につながったとされる。
目立った脚力はないながらも、ベースランニングにおけるターンの技術があると安倍から評される一方で、走塁面でも課題を抱えていると評するメディアもある。
2021年のトライアウトを視察した新庄剛志は、打撃面では「面白い」としながらも、守備面は「肩の方がちょっと気になった」と評している。山下自身、自身の能力について「ボクはバッティングしかない」と語っている。

## 詳細情報

### 年度別打撃成績
| 年 度     | 球 団     | 試 合 | 打 席 | 打 数 | 得 点 | 安 打 | 二 塁 打 | 三 塁 打 | 本 塁 打 | 塁 打 | 打 点 | 盗 塁 | 盗 塁 死 | 犠 打 | 犠 飛 | 四 球 | 敬 遠 | 死 球 | 三 振 | 併 殺 打 | 打 率 | 出 塁 率 | 長 打 率 | O P S |
| --------- | --------- | ----- | ----- | ----- | ----- | ----- | -------- | -------- | -------- | ----- | ----- | ----- | -------- | ----- | ----- | ----- | ----- | ----- | ----- | -------- | ----- | -------- | -------- | ----- |
| 2019      | 巨人      | 12    | 13    | 12    | 1     | 2     | 1        | 0        | 0        | 3     | 0     | 0     | 0        | 0     | 0     | 1     | 0     | 0     | 2     | 0        | .167  | .231     | .250     | .481  |
| 通算：1年 | 通算：1年 | 12    | 13    | 12    | 1     | 2     | 1        | 0        | 0        | 3     | 0     | 0     | 0        | 0     | 0     | 1     | 0     | 0     | 2     | 0        | .167  | .231     | .250     | .481  |

- 2021年度シーズン終了時

### 年度別守備成績
| 年 度 | 球 団 | 一塁  | 一塁  | 一塁  | 一塁  | 一塁  | 一塁     | 外野  | 外野  | 外野  | 外野  | 外野  | 外野     |
| 年 度 | 球 団 | 試 合 | 刺 殺 | 補 殺 | 失 策 | 併 殺 | 守 備 率 | 試 合 | 刺 殺 | 補 殺 | 失 策 | 併 殺 | 守 備 率 |
| ----- | ----- | ----- | ----- | ----- | ----- | ----- | -------- | ----- | ----- | ----- | ----- | ----- | -------- |
| 2019  | 巨人  | 2     | 3     | 0     | 0     | 0     | 1.000    | 3     | 3     | 0     | 0     | 0     | 1.000    |
| 通算  | 通算  | 2     | 3     | 0     | 0     | 0     | 1.000    | 3     | 3     | 0     | 0     | 0     | 1.000    |

- 2021年度シーズン終了時

### 記録
初記録
- 初出場：2019年8月29日、対広島東洋カープ23回戦（東京ドーム）、7回表に左翼手で出場
- 初打席：2019年8月31日、対阪神タイガース21回戦（阪神甲子園球場）、9回表に若林晃弘の代打で出場、藤川球児から一邪飛
- 初安打：2019年9月4日、対中日ドラゴンズ22回戦（群馬県立敷島公園野球場）、8回裏に増田大輝の代打で出場、祖父江大輔から右前安打
- 初先発出場：2019年9月5日、対中日ドラゴンズ23回戦（東京ドーム）、「7番・左翼手」で先発出場

### 背番号
- 009（2019年 - 同年7月4日）
- 99（2019年7月5日 - 2020年）
- 099（2021年）